# 1671 a tudományban
Az 1671. év a tudományban és a technikában.

## Események
- október 25. – Giovanni Domenico Cassini fölfedezi a Szaturnusz egyik legnagyobb holdját, a Iapetust

## Születések
- október 1. –  Guido Grandi itáliai pap, matematikus († 1742)

## Halálozások
- június 25. – Giovanni Battista Riccioli olasz jezsuita, csillagász. Elsőként mérte meg a szabadon eső tárgyak gyorsulását (* 1598)